# Grad Petrapilosa
Grad Petrapilosa (hrvaško Petrapilosa, italijansko Pietrapelosa, nemško Rauenstein, Wollenstein), tudi poznan kot Kostel, Kosmati grad, Petrapilosa, Kaštel, Kosmati Kaštel, Kosmati Koštel, Pietra Pelosa, Petrepiloza, Ruvin, Petra Pilosa, Kostel Petrapilosa, je bila trdnjava (oziroma sedaj ruševine) v Istri blizu Buzeta, stoječa na visokem skalnem grebenu nad potokom Bračana, 1,5 km severneje od njegovega izliva v Mirno. Najbližja naselja so Žonti in Mali Mlun. Nahaja se tik pod težko prehodnim Kraškim robom v prehodu v dolino Mirne.

## Izvor imena
Ime gradu Petrapilosa je najverjetneje povezano z morfologijo in rastlinstvom kraja, kjer se razprostirajo razvaline te srednjeveške utrdbe, katere ime v dobesednem prevodu pomeni 'Kosmati kamen' (kamen = grad) in jo domačini imenujejo kratko kar Kaštel ali kaštel Pirapelosa. Najstarejši latinski dokumenti jo imenujejo Petrapilosa (ali Petra Pillosa), V sporni in najverjetneje ponarejeni Istrski pogodbi (Razvod istrski), s katero Hrvati dokazujejo njihovo zgodovinsko izpričano naselitev v Istri, iz leta 1325 je zapisana kot Kostel, v italijanščini pa kot Petrapilosa.

## Zgodovina
Grad ali tudi trdnjava Petrapilosa je morala biti že v antiki zelo pomembna za nadzor in vzdrževanje prometa, saj se domneva, da je pod trdnjavo obstajal most preko potoka Bračana. Očitno se je pokazala obrambna primernost kraja že v času naseljevanja oziroma prodiranja Slovanov v Istro. Predniki Slovencev so od konca 6. stoletja prihajali s severa, predniki Hrvatov pa od začetka 7. stoletja od vzhoda in jugovzhoda. Na prve omembe Slovanov na severnem Jadranu naletimo v pismih papeža Gregorja I. v letih 599 in 600. V njih tarna zaradi prodiranja Slovanov skozi istrska vrata v Italijo. Tudi zapisi Pavla Diakona iz let 602 in 611 to potrjujejo. V njih omenja slovanske vdore v Istro v zavezništvu z Obri in Langobardi. Med leti 604 in 615 se ponavljajo roparski pohodi Slovanov v Istro tako iz severovzhodne kot vzhodne smeri. Vendar se v času pred frankovsko osvojitvijo Istre leta 788 Slovani niso trajno naseljevali na polotoku. Leta 619 je bila Istra še bizantinska, in tega leta je bizantinski cesar Heraklij dovolil obrskemu kaganu da naseli skupine Slovanov na Krasu in v severni Istri.
Prelomnica v slovanski kolonizaciji je vsekakor povezana s frankovsko osvojitvijo teh območij Istre, ki pa se je sprva odločno upirala novim sosedom, poganskim Slovanom, kakor kaže znani Rižanski zbor okoli leta 804. Potem ko so se Slovani pokristjanili so se v naslednjih stoletjih širili proti morju in tu pride do povezave s trdnjavo Petrapilosa. Tako je oglejski patriarh Rodoald leta 965 poreški cerkvi podaril grad Ruin – Petrapilosa, ki so ga Slovani in barbari porušili  (... nuper a nefandis Sclavis et duris barbaris destructum ...). Ruvin ali Rovine, kar pomeni ruševine, je v Istri pogost toponim, in utrdba ga je dobila prav zaradi omenjenega dogodka. Že C. De Franceschi v svojem delu, kjer kot prvi postavlja grad ali kaštel v leto 1002, ko je vojvoda Henrik, kasnejši cesar Henrik II., oglejski cerkvi podelil kaštel Ruvin in leta 1102 potrjeno donacijo, s katero je grof Ulrik II. Weimar-Orlamünde, sin mejnega grofa Ulrika I., z ženo Adelaido podelil oglejskim patriarhom obsežno ozemlje v Istri, vso dolino Raše do jezera in kaštele okoli Buzeta, ves Kras od Novigrada do Buj vse do Zrenja, med temi pa tudi vas Druvine. »Istrski razvod« za vas in grad Petrapilosa uporablja ime Kostel, omenja pa tudi “kostelski komun” (comune di Pierapelloxa).
Utrdba ali vas oziroma komun (it. Comuna, skupnost) se je v času fevdalne nadvlade oglejskih patriarhov v Istri (1208–1420) izoblikovala v upravno enoto z lastnim županom. 
Fevdalec »Vulingius de Petra Pilosa«, ki je bil oglejski vazal, in ki je gotovo imel ime po utrdbi, se prvič pojavi v listini iz konca 1210. Naslednjega Petrapiloškega, Vikarda, ponovno srečamo kot gospoda Grožnjana v povezavi z uporom Koprčanov 13. januarja 1238, in sicer v listini o sporazumu med oglejskim patriarhom in Goriškim grofom Majnardom I. z dne 3. julija 1239 v Čedadu. V povezavi z goriškim grofom se Vikard Petrapiloški v listinah pojavlja še leta 1253 in 1255. Leta 1256 je izpričano, da je bil podestat Motovuna Carseman, baron gradu Petrapilosa in vazal oglejskega patriarha. Leta 1264 pa je vsaj del rodu Petrapiloških že nedvomno izpričanih kot vazalov Goriškega grofa. Tega leta je Henrik Petrapiloški skupaj s Henrikom Pazinskim in Filipom s Kozljaka omenjen v listini iz Buzeta omenjen kot vazal Goriškega grofa. Istega leta je Henrik Petrapiloški omenjen v listini, ko je patriarh Gregor Montelongo Henriku I. Iz Pazina in njegovi ženi Elizabeti Petrapiloški, hčerki pokojnega Vikarda Petrapiloškega, podelil grad Lupoglav in Gorenjo vas pod gradom, pet kmetij v Dobrem polju pri Ilirski Bistrici in v Slovenski marki.
Oglejska vazalska družina nemških vitezov, imenovana po gradu Petrapilosa – s posestvi severno in južno od gornjega toka Mirne ter v Grožnjanu, z vplivom ter podesterijo v Motovunu, je bila v 13. in v prvi polovici 14. stoletja med najpomembnejšimi istrskimi družinami. Svoje interese je usmerila proti Pazinu preko rodbinskih povazav. Hči Vikarda I. Petrapiloškega se je poročila s Henrikom Pazinskim, zato je bil Vikard II. Petrapiloški skrbnik mladoletnemu Henriku II. Pazinskemu. Leta 1267 ko je goriški grof sklenil zvezo z upornim Koprom in patriarha zaprl v samostan Rožac, sta brata Carseman in Henrik Petrapiloška ubila Bjakvina Konona Momjanskega. V nastali vojni novonastale zveze istrskih mest Kopra, Izole in Pirana z Goriško-istrskim grofom Albertom proti oglejskim zaveznikom je bila napadena in porušena utrdba Zelengrad ter patriarhu in Petrapilosi naklonjeni obrambni stolp v Buzetu. Nato so napadli in porušili še Petrapiloso, brata Carsemana in Henrika pa obglavili. V novi vojni oglejskega patriarha skupaj z Goriško-istrskim grofom proti Benečanom v letih 1283–1291 je Vikard II. Petrapiloški, kot zadnji na strani Benečanov, leta 1287 odprl vrata svojega kaštela Grožnjan. V letih po tej vojni je bil Vikard II. dosledno na strani Goriškega grofa kot zastavonoša in po odhodu Momjanskih prvi zagovornik goriške strani v severni Istri. Z goriškimi je sodeloval v njihovih pustošenjih po Furlaniji npr. leta 1297 v mestecu Perteole, za kar ga je patriarh celo izobčil. Leta 1302 so Vikard II. z Bjakvinom II. Momjanskim in furlanskimi vazali Goriških-istrskih grofov znova pustošili po patriarhovih posestih. Pred majem 1311 je Vikard II. zavzel Momjan in ga prodal Frideriku Prampergu. Vikard je bil tudi večkrat podestat npr. leta 1295 v Bujah, 1313 v Miljah in leta 1314 v Sacileju. Vikard II. je umrl med leti 1323–1329, nasledil ga je sin Peter, kateremu je patriarh v fevd podelil in potrdil lastništvo kaštelov Petrapilosa in Grožnjan. 
Baron Peter Petrapiloški je leta 1328 na položaju zamenjal umrlega Huga Devinskega, kot kapetan Goriških grofov, skupaj z generalnim kapetanom grofije Grifonom Rihemberškim. Po letu 1330 se je počasi začel nagibati Benečanom in jim sredi 1335 ponudil v prodajo ali odstop trdnjavo Petrapilosa. Prodaje pa ni izpeljal, ker je prej umrl leta 1336.  Njegova žena in vdova Speronella je bila iz družine Porcia. Grad Petrapilosa je prevzel Ulrik Rihemberški, dokler ni bil Petrov sin polnoleten. Še leta 1343 je kot oskrbnik Grožnjana pojavi Artikon Porcia, kar nakazuje, da so bili Petrovi otroci tedaj še mladoletni. Sin Nikola je bil umeščen kot oglejski vazal leta 1352 in sicer za posesti Petrapiloso in Grožnjan. Leta 1355 zasledimo na čelu kaštelov Grožnjan in Petrapilosa Volrika Rihemberškega, ki se je odločil oba gradova prodati Benečanom. Naslednjega leta pa se je pojavilo vprašanje njegove pristojnosti za Petrapiloso. Enako sporna je bila prodaja Grožnjana leta 1358, za česar je Jakob Porcia, brat Speronelle Porcia, leta 1385 prejel od Benečanov odškodnino v višini 1.000 kukatov. 
V gradu Petrapilosa je po mnenju A. Marsicha že leta 1310 stoloval Conzio De Portis iz Čedada, tedanji baron, namestnik istrskega mejnega grofa – oglejskega patriarha. V Istrskem diplomatskem kodeksu pa so izpričani baroni (markizi) s sedežem v Petrapilosi za leta 1335, 1363 in 1397.
Leta 1381 je bil istrski markiz Domino iz Castella, ki je imel pri patriarhu grad Petrapilosa pod določenimi pogoji v zakupu. Naslednji znani markiz, ki je stoloval v Petrapilosi, je bil Hordiborg Moravski ali Češki, in sicer leta 1395, torej v začetku vlade patriarha Caetania, ko je bil grad Petrapilosa pod njegovo neposredno upravo; do konca oglejske oblasti v Istri so odtlej markizi praviloma bivali na gradu Petrapilosa. Leta 1397 je bil istrski markiz Antonio Carafa, imenovan Zloba (Malizia), verjetno ker se je uprl patriarhu, kateri mu je še pred njegovim zavzetjem gradu Petrapilosa naročil, naj utrdbo v odsotnosti poveri Masellu Tortellu. Ta jo je nato zaupal Bartolomeu iz Terne. Patriarh je 16. junija 1397 kaštel poveril v varstvo Ruggeru Spinellu in končno 20. julija imenoval za eno leto novega markiza Bernarda Borgoponteja iz Čedada. 
Leta 1400 je patriarh svojemu markizu Venčeslavu Spilimberškemu – potem ko mu je za 200 zlatih dukatov na leto za določen čas dodelil kaštel Petrapilosa s sodstvom – naročil popravilo stavbe, strehe, pragov, konjušnice in ognjišč; obenem pa ga je zadolžil še za vzdrževanje najmanj 10 konjenikov in 200 pešcev. Leta 1403 se Nikola, sin pokojnega Rudolfa De Portisa, podobno kot za Grožnjan tožari tudi za grad Petrapilosa in njegovo jurisdikcijo.
Zadnjega znanega patriarhovega istrskega markiza zasledimo v vojnah Benečanov proti ogrskemu kralju in cesarju Sigmundu Luksemburškemu za posesti v Dalmaciji in Istri v prvih desetletjih 15. stoletja. Gre za Krištofa Cuccagno, ki pa ga poročilo beneškemu senatu ne označuje kot istrskega ali patriarhovega markiza, temveč kot markiza Pietra Pelosa. Tej družini so Benečani leta 1423 kot svoji zakleti nasprotnici zaplenili vse imetje na beneškem ozemlju. Benetke so patriarhu leta 1420 iztrgale vso markizatsko posest in si na ta način podredile celotno zahodno Istro in njen vzhodni del do Plomina. Benečanom so se v Istri še eno leto upirali Oprtalj, Buzet in Petrapilosa, tako da so jih leta 1421 zavzeli šele s četami markiza Tadeja iz Est. Beneški senat se je odločil, da trdnjave Petrapilose ne porušijo, ampak vzdržujejo za obrambo Oprtlju in Buzetu. Tako je bil v Petrapilosi leta 1429 kaštelan Anton Leporija iz Kopra. 
Marca 1440 so Benetke grad in posest Petrapilosa podelile piransko-koprskemu plemiču Nikoli Gravisiju v »večni fevd«, z vsemi pritiklinami in dohodki v višini 400 dukatov. Hkrati so mu podelili naslov markiz Petrapiloški. Ta fevd je sestavljalo 12 vasi (Zrenj, Sočerga, Grimalda, Marčenegla, Čepić, Salež, Gornja Nugla, Črnica, Mali Mlun, Veli Mlun Kodolje, Omošćice in Pregara). Nikola je grad obnovil in ga uporabljal za poletno rezidenco. Leta 1635 je notranjost gradu pogorela, vendar so ga obnovili, tako da je bil naseljen do 18. stoletja. Na njem je bila manjša vojaška enota. Gravisiji so se na podeljenem fevdu obdržali vse so kmečke odveze v habsburški monarhiji leta 1869.

## Grajska zasnova
Grad so obdajale trinadstropne stene, ki še vedno kljubujejo času. Grajski kompleks vključuje glavni štirinadstropni poligonalni grajski stolp "bergfried", ki se je včasih uporabljal tudi kot prebivališče, palacij in grajsko kapelo sv. Marije Magdalene iz 12. stoletja. Kapela je zgrajena v klasičnem istrskem slogu z eno ladjo in zvonikom. Leta 1995 je bilo najdenih nekaj drobcev fresk, med njimi tudi nekaj z ostanki glagoljaških in latinskih grafitov. Ostanki fresk so datirani v drugo polovico XV. Stoletja. S prenehanjem življenja v gradu je cerkev prenehala delovati: zadnja služba v njej je bila leta 1793. Stanovanjski del gradu je bil zgrajen na skali ob gradu brez obzidja, ki je bil s stopniščem povezan z zunanjim dvoriščem. Grad se je skozi številne vojne, ki so pustošile po Istri, izognil uničenju. Vendar je po opustitvi v 18. stoletju propadel. Ruševine so pred kratkim obnovili. Z gradu je čudovit pogled na Severno Istro.